# Тар (фильм)
«Тар» (англ. Tár) — художественный фильм американского режиссёра Тодда Филда, премьера которого состоялась 1 сентября 2022 года на 79-м Венецианском кинофестивале. Главную роль в картине сыграла Кейт Бланшетт, получившая за эту работу Кубок Вольпи, «Золотой глобус» и премию BAFTA. Фильм был высоко оценён критиками, его номинировали на ряд наград.

## Сюжет

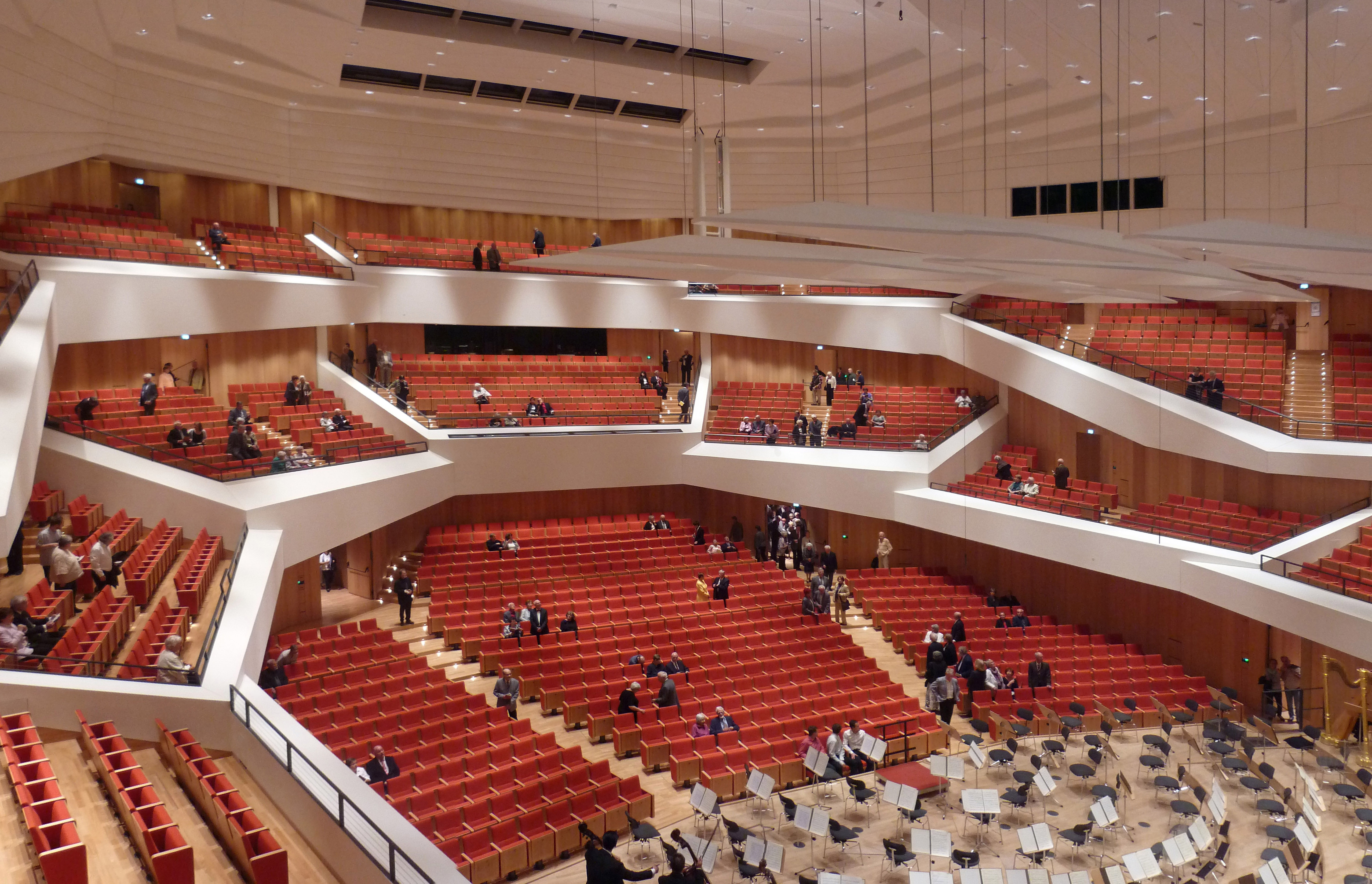
Концертный зал Дворца культуры в Дрездене — одна из съёмочных площадок фильма

Главная героиня фильма — Лидия Тар, первая женщина-дирижёр Берлинского филармонического оркестра и основательница фонда «Аккордеон» для поддержки начинающих женщин-дирижёров. Во время мастер-класса в Джульярдской школе она критикует студента, отвергающего белых цисгендерных композиторов-мужчин, призывая сосредоточиться на музыке, а не на музыканте. Перед возвращением в Берлин Лидия получает от Кристы Тейлор, бывшей участницы программы «Аккордеон», первое издание романа Виты Сэквилл-Уэст «Вызов», вырывает титульный лист, украшенный Кристой, и выбрасывает книгу. На вакантное место виолончелиста в оркестре она берёт русскую кандидатку Ольгу Меткину, изменив её оценочный лист.
Отношения Лидии с личным помощником Франческой и женой Шэрон становятся всё более напряженными, поскольку те осознают её влечение к Ольге. Криста совершает самоубийство, отправив Франческе отчаянное письмо. Её родители решают обратиться в суд, Лидия приказывает Франческе удалить переписку с Кристой и нанимает адвоката. Она увольняет своего ассистента Себастьяна, тот заявляет, что она ведёт себя жестоко и что оркестр знает о её благосклонности. Себастьян предполагает, что его заменит Франческа, что подразумевает обмен сексуальными услугами.
Лидию преследуют женские крики вдалеке, кошмары, хронические боли, растущая чувствительность к звукам и загадочные каракули, похожие на те, что когда-то делала Криста. Когда она пытается закончить композицию, её беспокоит звук медицинского прибора в соседней комнате, где неуравновешенная соседка ухаживает за умирающей матерью. Отредактированное видео с урока Лидии в Джульярде становится вирусным, а в газете New York Post появляется статья, обвиняющая её в сексуальных домогательствах. Лидия в сопровождении Ольги отправляется в Нью-Йорк, чтобы дать показания в суде и прорекламировать свою книгу; её встречают протестующие.
В Берлине Лидию снимают с должности дирижера. Взбешённая происходящим, Шэрон запрещает ей видеться с дочерью. Лидия уединяется в своей старой студии и погружается в депрессию. Во время концертной записи Пятой части Малера она нападает на заместителя. Потеряв работу и репутацию, Лидия отправляется в свой родной дом, но после встречи с братом уезжает и оттуда, чтобы начать жизнь с чистого листа где-то в Азии.

## В ролях
- Кейт Бланшетт — Лидия Тар
- Ноэми Мерлан — Франческа Лентини
- Нина Хосс — Шэрон Гуднау
- Софи Кауэр — Ольга Меткина
- Марк Стронг — Эллиот Каплан

## Создание и оценки
«Тар» стал первым фильмом Тодда Филда после 16-летнего перерыва. Сценарий написал сам режиссёр, причём, по его словам, главная роль с самого начала предназначалась Кейт Бланшетт. Проект был анонсирован в апреле 2021 года, в сентябре к касту присоединились Ноэми Мерлан и немецкая актриса Нина Хосс, а композитором стала Хильдур Гуднадоуттир. Съёмки начались в Берлине в августе 2021 года. Премьера состоялась 1 сентября 2022 года на 79-м Венецианском кинофестивале, 7 октября 2022 года «Тар» вышел в прокат в США.
Фильм был высоко оценён критиками и признан одной из самых многообещающих картин года. Кейт Бланшетт получила за свою работу Кубок Вольпи и стала одним из главных претендентов на «Оскар» 2023 года. Оператор-постановщик фильма Флориан Хоффмайстер получил главный приз, «Золотую лягушку», на операторском кинофестивале Camerimage. Картина была номинирована на «Золотой глобус» в категориях «Лучший фильм (драма)» и «Лучшая актриса в драматическом фильме».
По итогам 2022 года некоторые издания, в том числе Elle, Esquire, Harper’s Bazaar, Vogue, включили «Тар» в свои списки лучших фильмов года. Entertainment Weekly, The Hollywood Reporter, Playlist, Vanity Fair и Variety назвали его лучшим фильмом года. По подсчётам Metacritic, по частоте включений в списки лучших за 2022 год «Тар» уступил только фильмам «Всё везде и сразу» и «Банши Инишерина».

## Награды и номинации
| Премия                         | Категория                           | Номинант                                                        | Результат |
| ------------------------------ | ----------------------------------- | --------------------------------------------------------------- | --------- |
| «Оскар»                        | Лучший фильм                        | Тодд Филд, Александра Милчен, Скотт Ламберт                     | Номинация |
| «Оскар»                        | Лучший режиссёр                     | Тодд Филд                                                       | Номинация |
| «Оскар»                        | Лучшая женская роль                 | Кейт Бланшетт                                                   | Номинация |
| «Оскар»                        | Лучший оригинальный сценарий        | Тодд Филд                                                       | Номинация |
| «Оскар»                        | Лучший монтаж                       | Моника Вилли                                                    | Номинация |
| «Оскар»                        | Лучшая операторская работа          | Флориан Хоффмайстер                                             | Номинация |
| «Золотой глобус»               | Лучший фильм — драма                |                                                                 | Номинация |
| «Золотой глобус»               | Лучшая женская роль — драма         | Кейт Бланшетт                                                   | Победа    |
| «Золотой глобус»               | Лучший сценарий                     | Тодд Филд                                                       | Номинация |
| BAFTA                          | Лучший фильм                        | Тодд Филд, Скотт Ламберт, Александра Милчен                     | Номинация |
| BAFTA                          | Лучший режиссёр                     | Тодд Филд                                                       | Номинация |
| BAFTA                          | Лучшая женская роль                 | Кейт Бланшетт                                                   | Победа    |
| BAFTA                          | Лучший оригинальный сценарий        | Тодд Филд                                                       | Номинация |
| BAFTA                          | Лучший звук                         | Деб Адэр, Стивен Гриффитс, Энди Шелли, Стив Сингл, Роланд Винке | Номинация |
| «Выбор критиков»               | Лучший фильм                        |                                                                 | Номинация |
| «Выбор критиков»               | Лучший режиссёр                     | Тодд Филд                                                       | Номинация |
| «Выбор критиков»               | Лучшая женская роль                 | Кейт Бланшетт                                                   | Победа    |
| «Выбор критиков»               | Лучший оригинальный сценарий        | Тодд Филд                                                       | Номинация |
| «Выбор критиков»               | Лучшая музыка к фильму              | Хильдур Гуднадоттир                                             | Победа    |
| «Выбор критиков»               | Лучший монтаж                       | Моника Вилли                                                    | Номинация |
| «Выбор критиков»               | Лучшая операторская работа          | Флориан Хоффмайстер                                             | Номинация |
| «Независимый дух»              | Лучший фильм                        | Тодд Филд, Скотт Ламберт, Александра Милчен                     | Номинация |
| «Независимый дух»              | Лучший режиссёр                     | Тодд Филд                                                       | Номинация |
| «Независимый дух»              | Лучшая главная роль                 | Кейт Бланшетт                                                   | Номинация |
| «Независимый дух»              | Лучшая роль второго плана           | Нина Хосс                                                       | Номинация |
| «Независимый дух»              | Лучший сценарий                     | Тодд Филд                                                       | Номинация |
| «Независимый дух»              | Лучший монтаж                       | Моника Вилли                                                    | Номинация |
| «Независимый дух»              | Лучшая операторская работа          | Флориан Хоффмайстер                                             | Победа    |
| «Спутник»                      | Лучший фильм — драма                |                                                                 | Номинация |
| «Спутник»                      | Лучшая женская роль — драма         | Кейт Бланшетт                                                   | Номинация |
| «Спутник»                      | Лучший оригинальный сценарий        | Тодд Филд                                                       | Номинация |
| «Спутник»                      | Лучший монтаж                       | Моника Вилли                                                    | Номинация |
| Венецианский кинофестиваль     | Золотой лев                         | Тодд Филд                                                       | Номинация |
| Венецианский кинофестиваль     | Квир-лев                            | Тодд Филд                                                       | Номинация |
| Венецианский кинофестиваль     | Кубок Вольпи за лучшую женскую роль | Кейт Бланшетт                                                   | Победа    |
| Премия Гильдии режиссёров США  | Лучший режиссёр                     | Тодд Филд                                                       | Номинация |
| Премия Гильдии киноактёров США | Лучшая женская роль                 | Кейт Бланшетт                                                   | Номинация |
| Премия Гильдии продюсеров США  | Лучший фильм                        | Тодд Филд, Александра Милчен, Скотт Ламберт                     | Номинация |
| Премия Гильдии сценаристов США | Лучший оригинальный сценарий        | Тодд Филд                                                       | Номинация |